# فيرجينيا ترو بوردمان
فيرجينيا ترو بوردمان (بالإنجليزية: Virginia True Boardman)‏ هي ممثلة أمريكية، ولدت في 23 مايو 1889 في فورت ديويس في الولايات المتحدة، وتوفيت في 10 يونيو 1971 في هوليوود في الولايات المتحدة بسبب نوبة قلبية.

## وصلات خارجية
- فيرجينيا ترو بوردمان على موقع IMDb (الإنجليزية)
- فيرجينيا ترو بوردمان على موقع أول موفي (الإنجليزية)
- فيرجينيا ترو بوردمان على موقع قاعدة بيانات برودواي على الإنترنت (الإنجليزية)
- فيرجينيا ترو بوردمان على موقع قاعدة بيانات برودواي على الإنترنت (الإنجليزية)
- فيرجينيا ترو بوردمان على موقع قاعدة بيانات الفيلم (الإنجليزية)